# Unité urbaine de Peyrolles-en-Provence
L'unité urbaine de Peyrolles-en-Provence est une unité urbaine française centrée sur la ville de Peyrolles-en-Provence, département des Bouches-du-Rhône.

## Données générales
En 2010, selon l'Insee, l'unité urbaine était composée de deux communes.
En 2020, à la suite d'un nouveau zonage, elle est composée des deux mêmes communes.
En 2022, elle comprend 9 794 habitants.
En 2019, sa densité de population s'élève à 83 hab/km2.

## Composition de l'unité urbaine en 2020
Elle est composée des deux communes suivantes :
| Nom                                  | Code Insee | Département      | Statut       | Superficie (km2) | Population (dernière pop. légale) | Densité (hab./km2) | Modifier                                    |
| ------------------------------------ | ---------- | ---------------- | ------------ | ---------------- | --------------------------------- | ------------------ | ------------------------------------------- |
| Peyrolles-en-Provence (ville-centre) | 13074      | Bouches-du-Rhône | ville-centre | 34,90            | 5 316 (2022)                      | 152                | modifier les données · modifier les données |
| Jouques                              | 13048      | Bouches-du-Rhône | banlieue     | 80,35            | 4 478 (2022)                      | 56                 | modifier les données · modifier les données |

## Évolution démographique
| 1968  | 1975  | 1982  | 1990  | 1999  | 2008  | 2013  | 2019  |
| ----- | ----- | ----- | ----- | ----- | ----- | ----- | ----- |
| 4 296 | 4 393 | 4 798 | 5 980 | 7 235 | 8 566 | 9 223 | 9 540 |

#### Données générales
- Unité urbaine
- Aire d'attraction d'une ville
- Aire urbaine (France)
- Liste des unités urbaines de France

#### Données démographiques en rapport avec l'unité urbaine de Peyrolles-en-Provence
- Aire d'attraction de Marseille - Aix-en-Provence
- Arrondissement d'Aix-en-Provence

#### Données démographiques en rapport avec les Bouches-du-Rhône
- Démographie des Bouches-du-Rhône